# SJ X50
De X 50 ook wel Regina genoemd, is een twee- of driedelig elektrisch treinstel voor het regionaal personenvervoer van verschillende Zweedse spoorwegmaatschappijen, onder andere Statens Järnvägar (SJ).

## Geschiedenis
Het treinstel werd in de jaren 1990 ontwikkeld in een coproductie tussen de Technische Universiteit van Stockholm en Kalmar Verkstad en voor een deel ook gebouwd. De productie is later overgenomen door Bombardier Transportation Werk Hennigsdorf.
Het doel van deze studie was het bepalen of een breder treinstel de beste manier was tot het verhogen van de capaciteit. Uit een proefopstelling bleek dat het mogelijk was 5 personen op een rij de plaatsen zonder dat dit ten koste van het comfort zou gaan. De breedte van het treinstel is 3450 mm. Bij het type X2 (X2000) is deze breedte 3050 mm. De Regina was oorspronkelijk ontwikkeld voor het regionaal personenvervoer. Drie van de vier draaistellen werden van aandrijving met draaistroommotoren voorzien.
Alle treinstellen behalve de treinstellen van Västtrafik (11) zijn eigendom van het verhuurbedrijf AB Transitio.

## Constructie en techniek

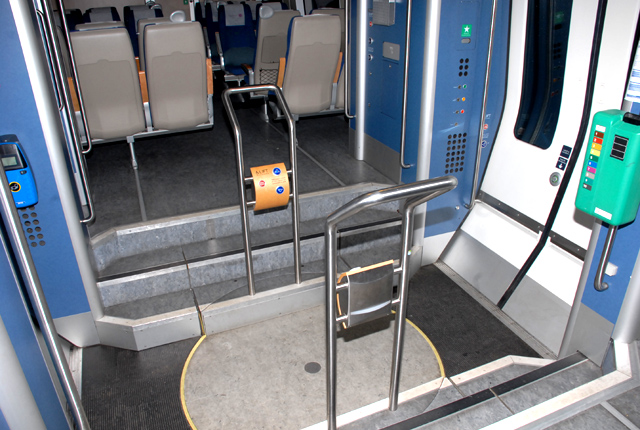
Lift in de lage stand

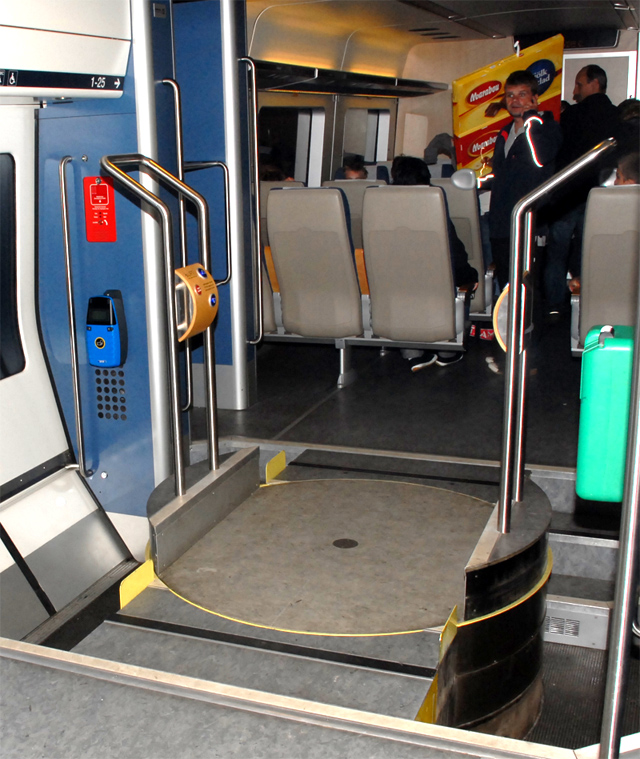
Lift in de hoge gedraaide stand

Het treinstel is opgebouwd uit een aluminium frame. Typerend aan dit treinstel is door de toepassing van Scharfenbergkoppeling. Deze treinen kunnen tot drie stuks gecombineerd rijden. De treinen zijn uitgerust met luchtvering.
De treinen hebben in het front een contactdoos voor de treinverwarming. Hierbij kan de treinverwarming ook werken als de trein door een locomotief getrokken wordt. In het omhulsel rond de koppeling zorgt een verwarmingselement voor een goede werking in de winter. (zie foto)
Een lagevloerbalkon is bedoeld om rolstoelen naar een plaats op de hoge vloer in de trein te brengen. Op dit balkon bevindt zich een speciale lift met draaiplateau. De lift werkt automatisch en draait automatisch 90° om er af te kunnen rijden.

## Onderverdeling

### X50
Het treinstel van het type X50 heeft alleen 2e klas. Maximumsnelheid 200 km/h.

### X51
Het treinstel van het type X51 heeft 1e en 2e klas, in sommige treinen alleen 2e klas. Maximumsnelheid 180 km/h.

### X52
Het treinstel van het type X52 heeft 1e en 2e klas. Maximumsnelheid 200 km/h.

### X53
Het treinstel van het type X53 heeft alleen 2e klas. Maximumsnelheid 180 km/h.

### X54
Het treinstel van het type X54 heeft alleen 2e klas. Maximumsnelheid 200 km/h.

### X55
Het treinstel van het type X55 zal in de toekomst voor Intercitydiensten gebruikt worden en krijgt de naam Alfa.

## Aanduiding en namen
De aanduiding X5x-2 staat voor een trein met twee rijtuigen, X5x-3 staat voor een trein met drie rijtuigen.
Enkele Zweedse treinstellen kregen namen van bekende personen;
- Skånetrafiken (Pågatåg verzorgd door: Arriva) – Skånebanan
- kleur: blauw/witte,
  - X52-2 9035
  - X52-2 9036
  - X52-3 9044
  - X52-3 9043
- SJ (Hallsberg – Uppsala)
- kleur: blauw/wit
  - X52-2 3276
  - X52-2 9038
- Trafik i Mälardalen (TiM) (SJ)
- kleur: blauw/wit
  - X50-2 9001 Stångjärnshammare
  - X50-2 9002 Hyttan
  - X50-2 9003 Järnet
  - X50-2 9004 Misteln
  - X52-2 9033
- Tåg i Bergslagen (Tågkompaniet)
- kleur: rood/wit,
  - X54-2 3246 Silvret
  - X54-2 3247 Västman
  - X51-2 3248 Joe Hill
  - X51-2 3249 Bo Setterlind
  - X51-2 3250 Torsten Ehrenmark
  - X51-2 3251 Kata Dalström
  - X51-2 3252 Agnes von Krusenstjerna
  - X51-2 3253 Christopher Polhem
  - X51-2 3254 Dahl Erik Olsson
  - X51-2 3255 Ronald Pettersson
  - X51-2 3256 Charlie Norman
  - X51-2 3257 Ernest Cassel
  - X51-2 3258 Wilhelmina Skog
  - X51-2 3259 Maria Lang
  - X54-2 3287 Putte Wickman
  - X54-2 3288 Anders Zorn
- Upptåget, Upplands Lokaltrafik (DSB Uppland)
- kleur: rood/wit,
  - X50-2 9033
  - X52-2 9051
  - X52-2 9052
  - X50-2 9053
  - X50-2 9054
  - X50-2 9055
  - X50-2 9063
  - X50-2 9064
  - X50-2 9065

- X-Tåget, X-Trafik (Tågkompaniet)
- kleur: rood/wit,
  - X51-2 203 Ljusnan
  - X51-2 204 Bönan
  - X51-2 205 Lingan
  - X51-2 206 Dellensjöarna
  - X51-2 207 Voxnan
  - X50-2 208 Ljungan
- Västtrafik (verzorgd door: SJ)
- kleur: geel/wit,
  - X53-3 3262
  - X53-3 3263
  - X53-3 3264
  - X53-3 3265
  - X53-3 3266
  - X53-3 3267
  - X50-2 3289
  - X50-3 3290
  - X50-3 3291
  - X50-3 3292
  - X50-3 3293
  - X50-3 3294
  - X50-3 3295
  - X50-3 3296
  - X52-2 9017 (ex-Veolia ingezet als Norrskenan, origineel nummer 3261 van AB Transitio)
- Värmlandstrafik (Merresor)
- kleur: geel/groen,
  - X53-2 9048 (fd 3284)
  - X53-2 9049 (fd 3285)
  - X53-2 9050 (fd 3286)
  - X52-2 9066
  - X52-2 9067
- Veolia Transport – Mittnabotåget
- kleur: blauw/witte,
  - X52-2 9034 (Mittnabotåget)
- Arriva-dochterBotniatåg – Norrtåg,
- kleur: blauw/witte,
  - X52-2 9062 Gröna tåget
  - X52-2 9042 (ex-Mittnabotåget, van Connex)

## Foto's

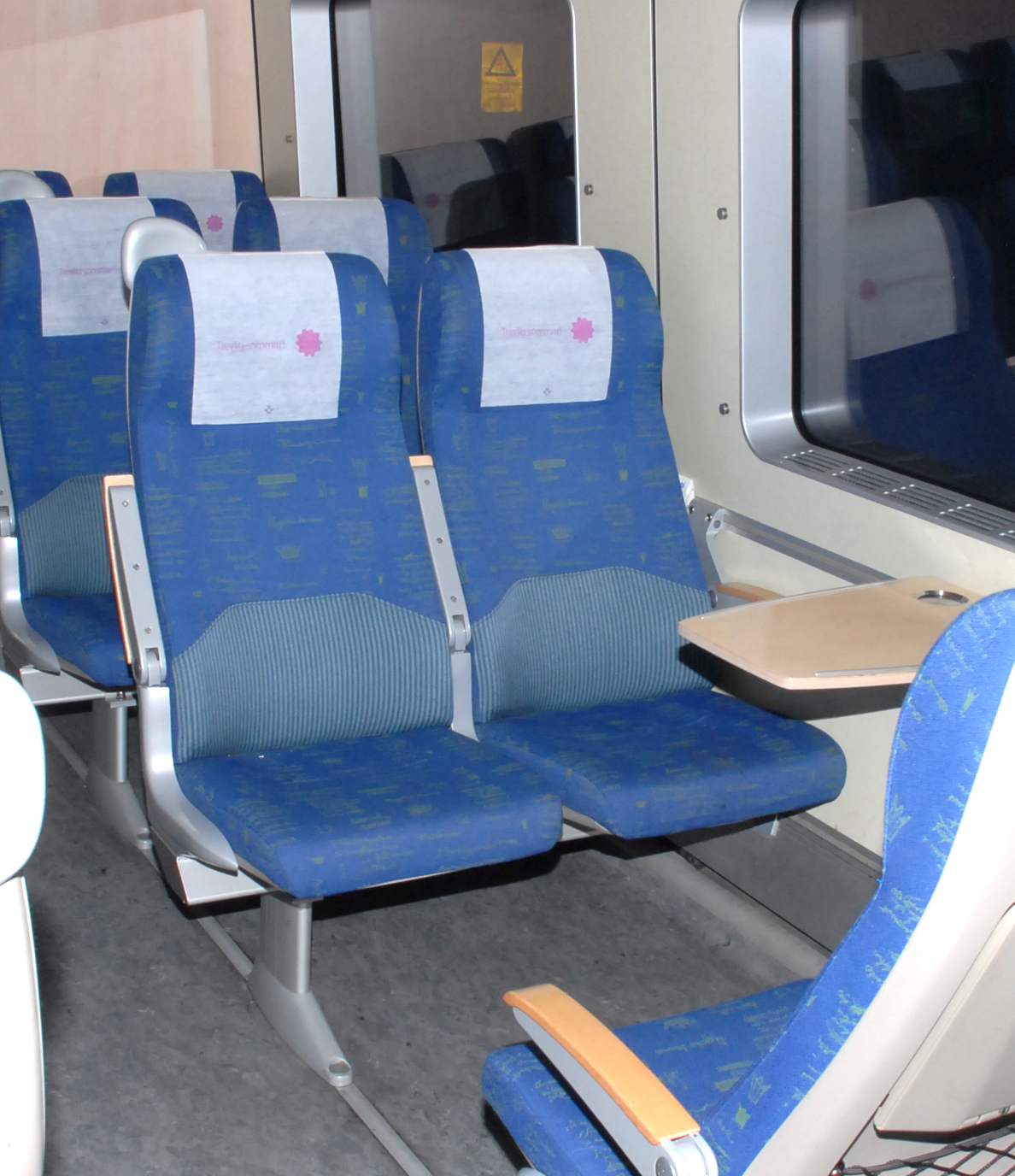
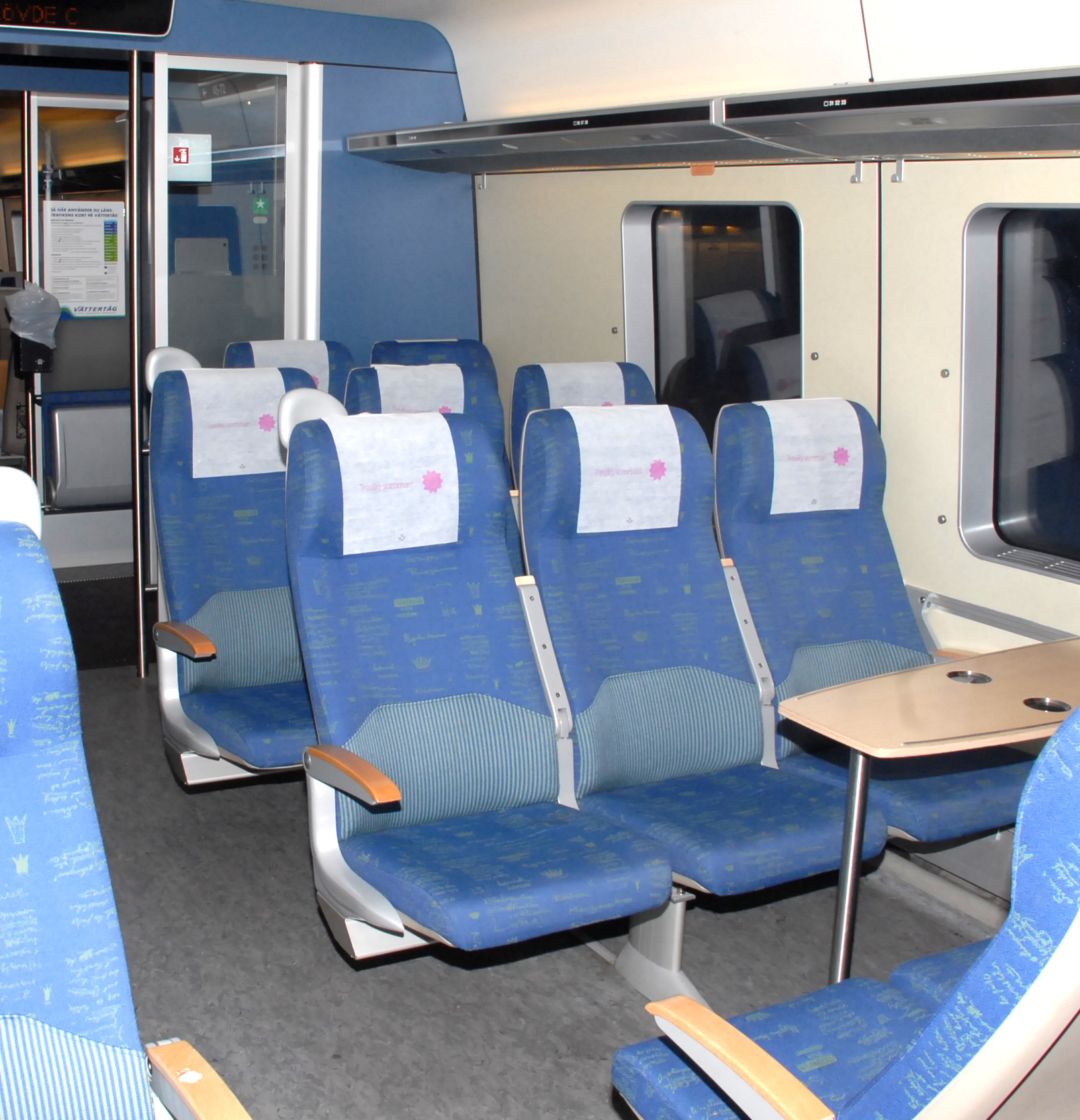
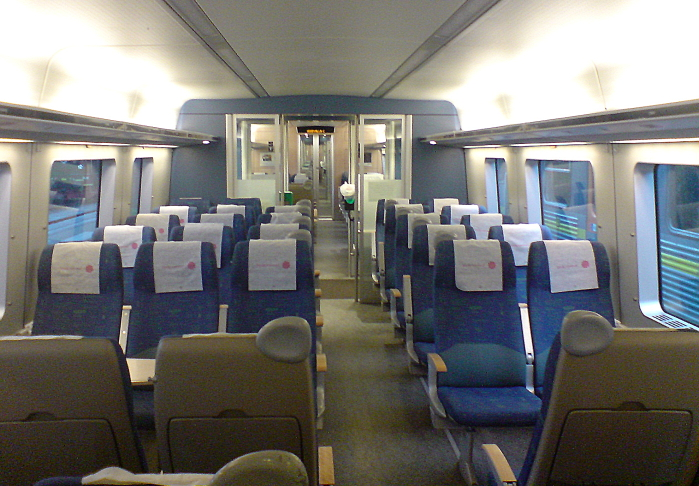

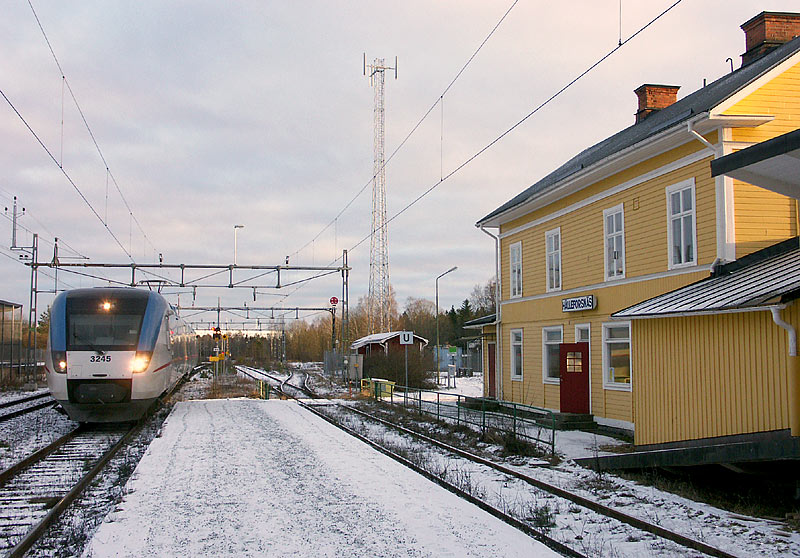
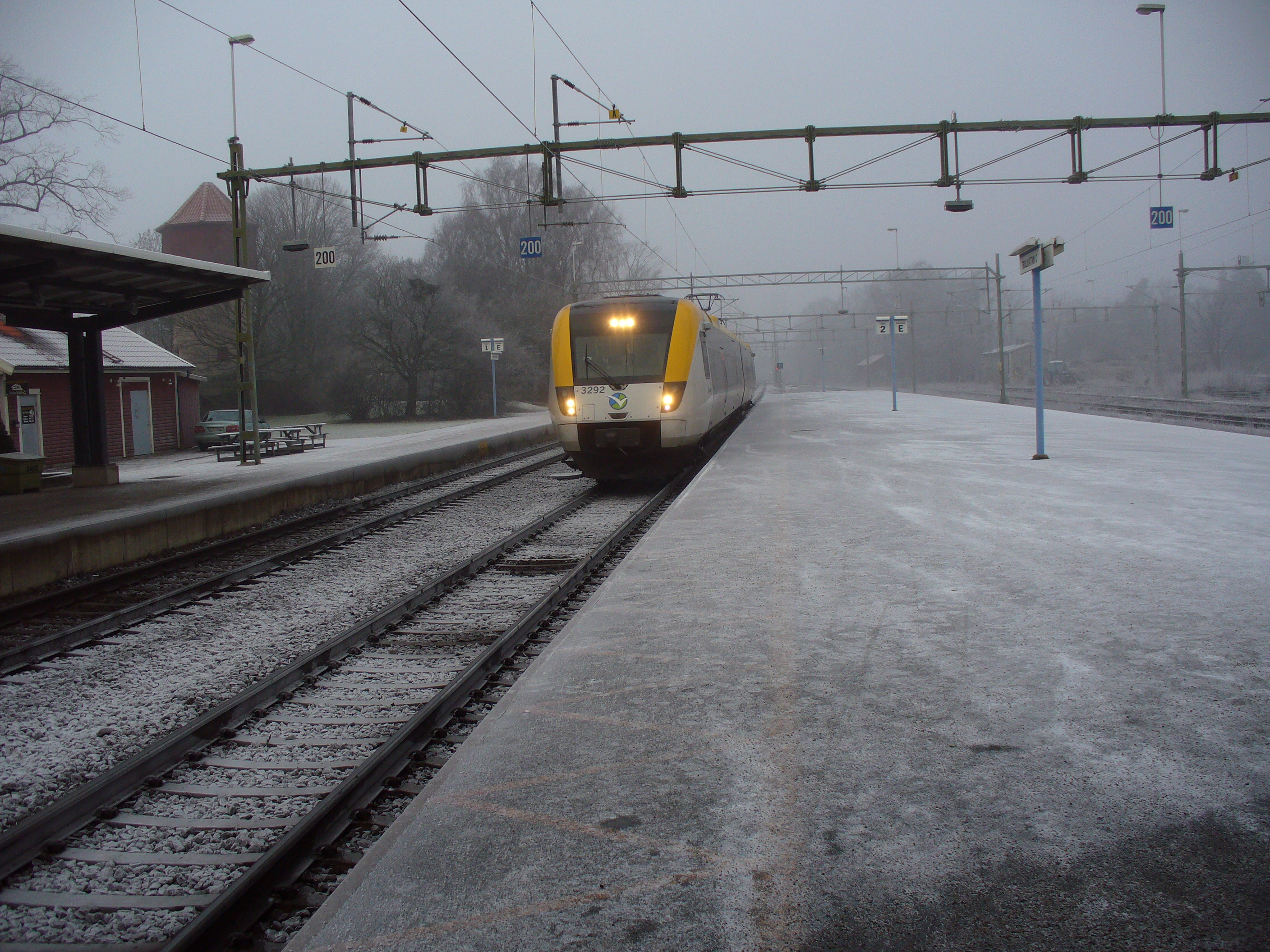
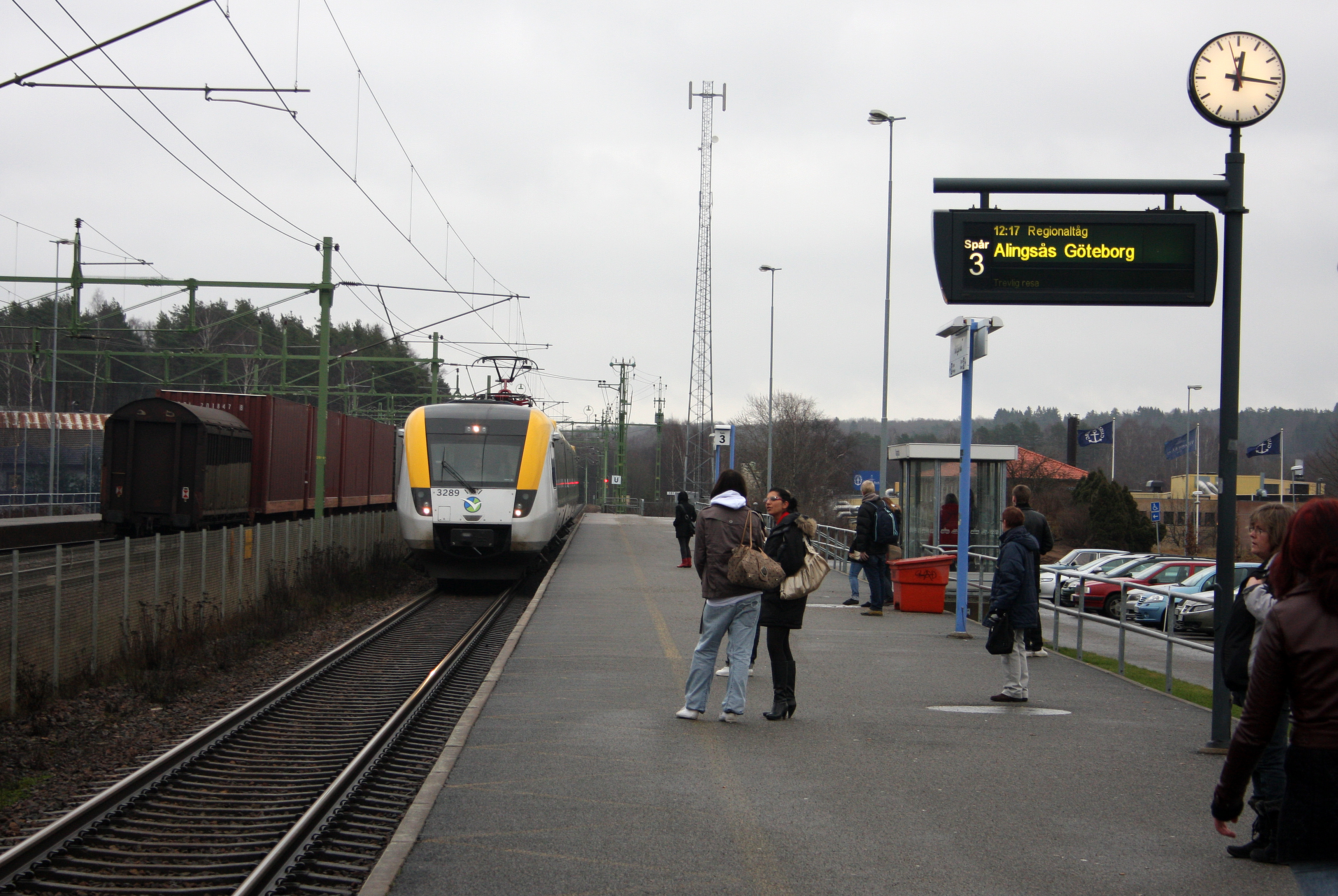

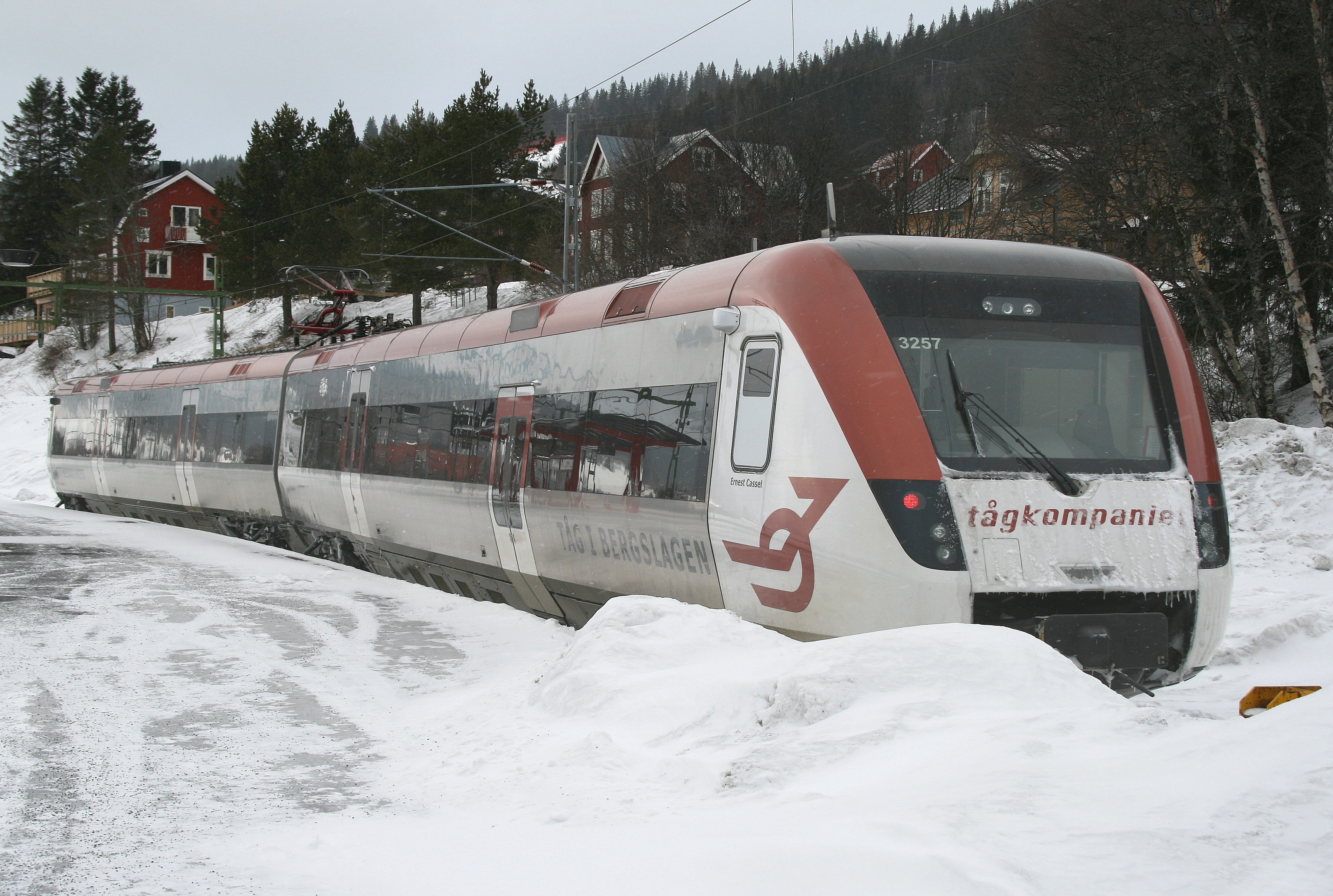
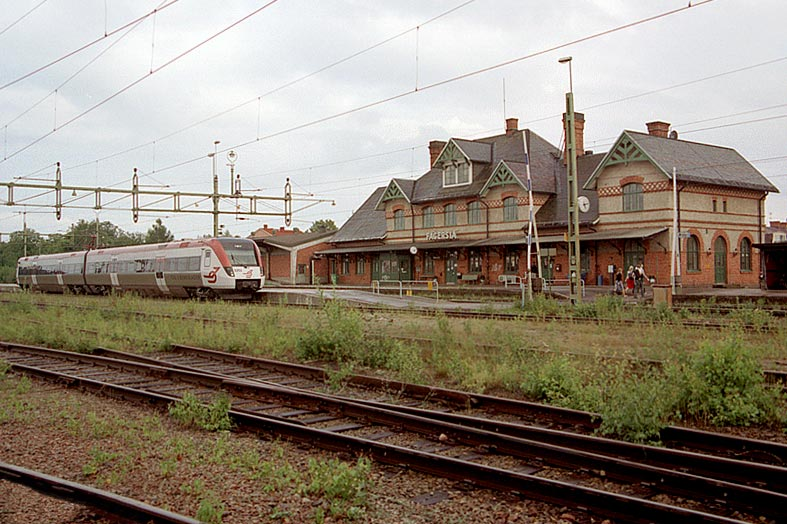
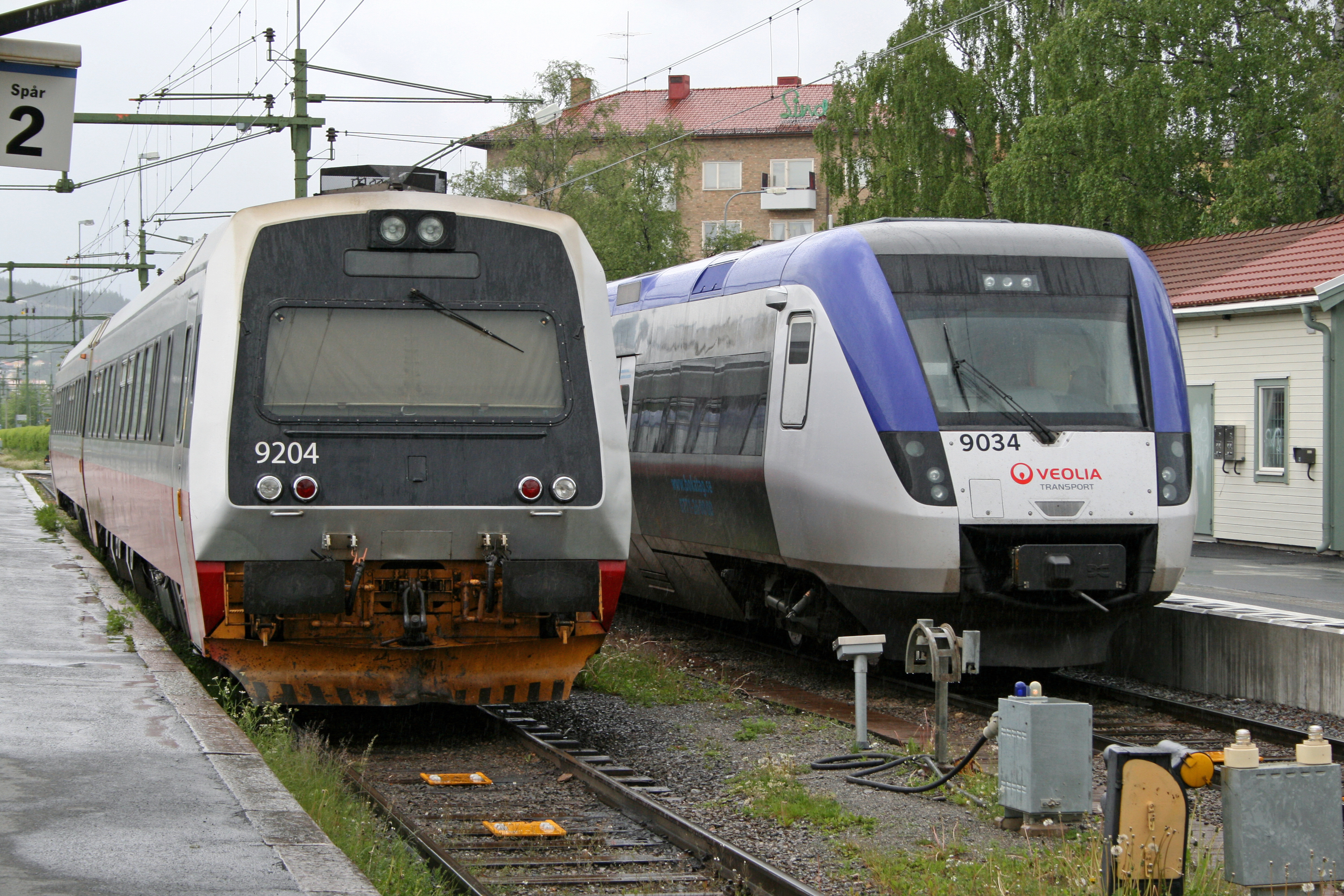

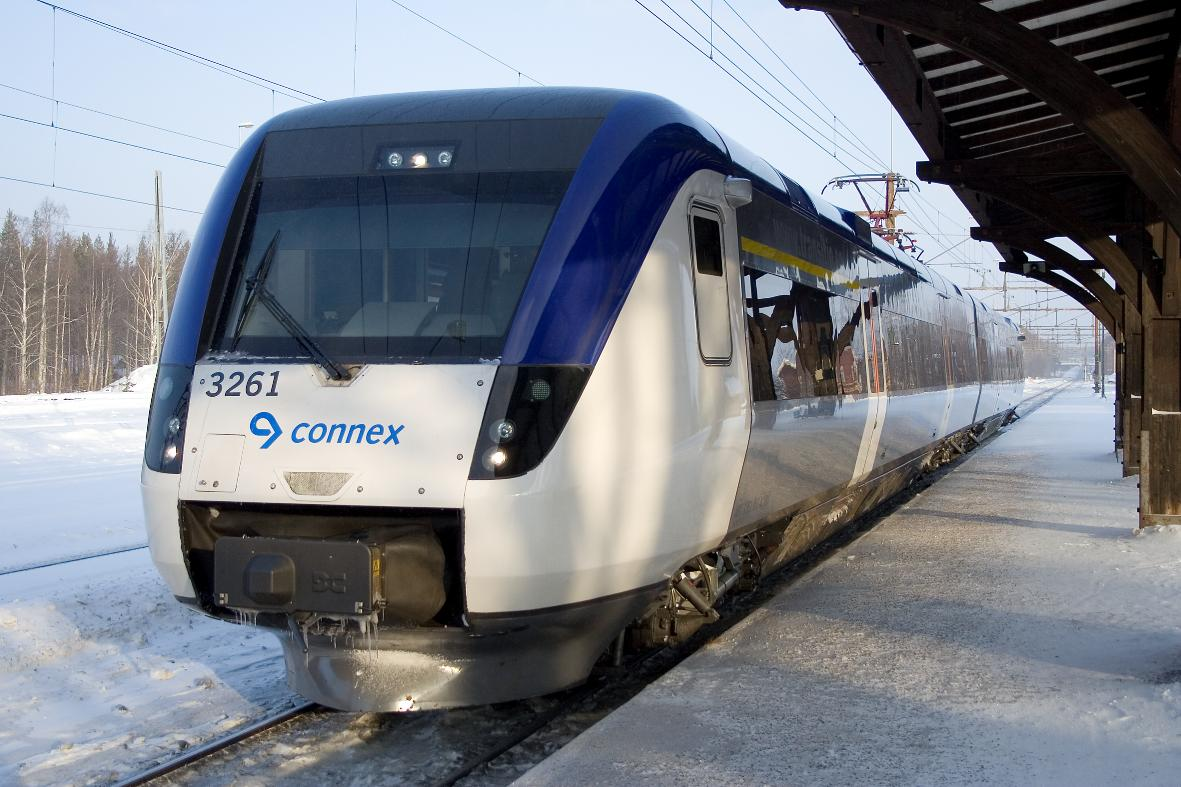
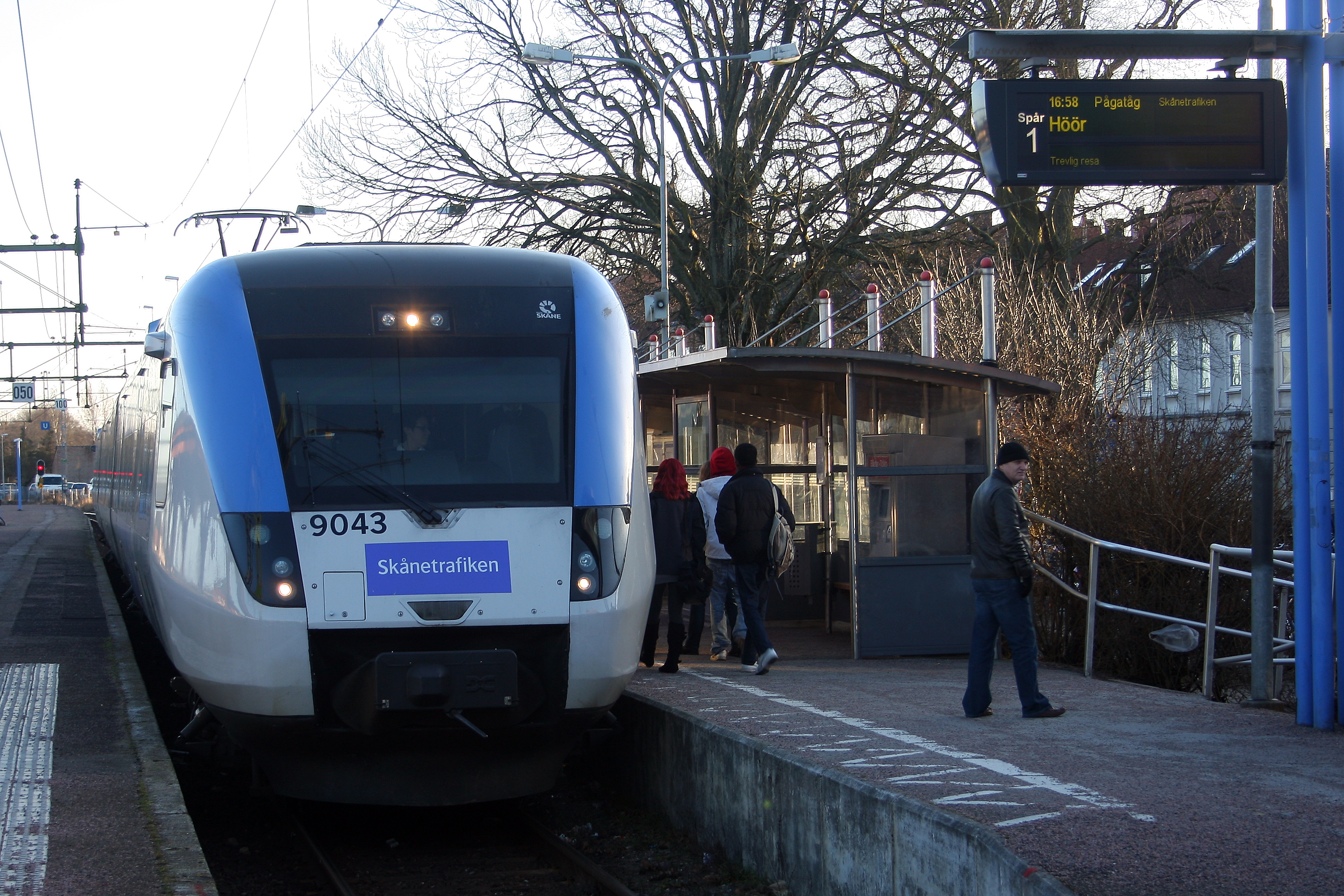
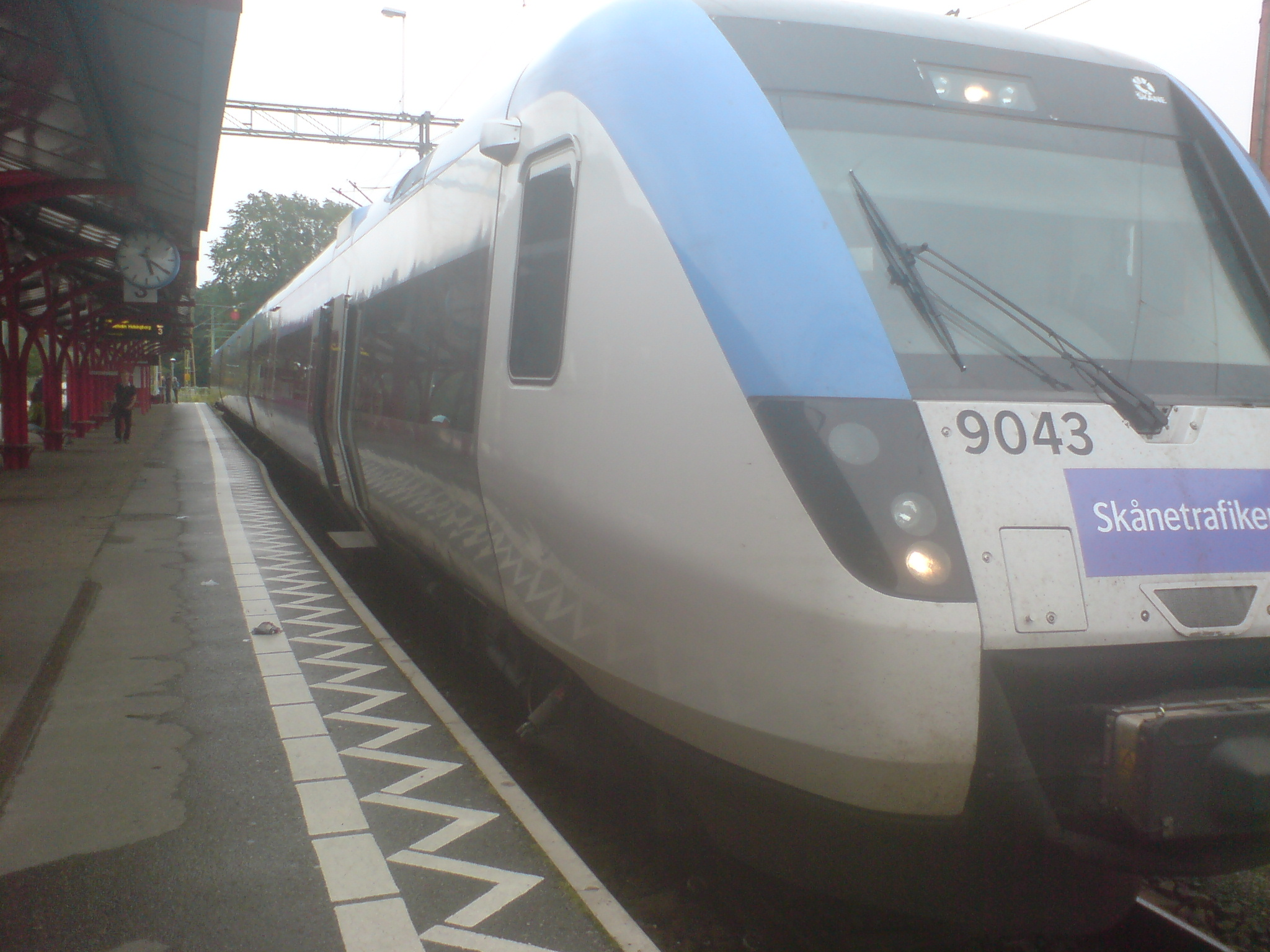

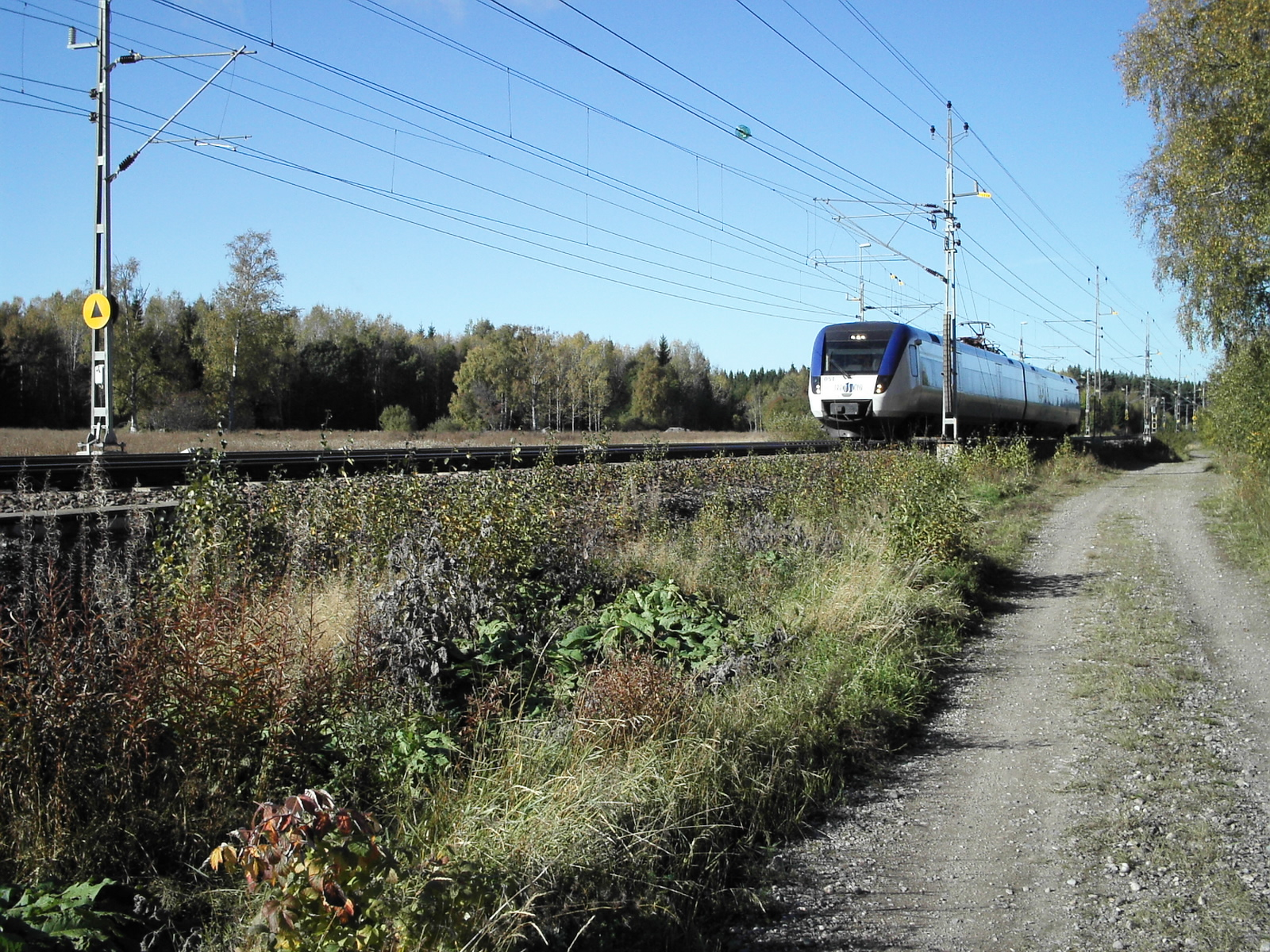
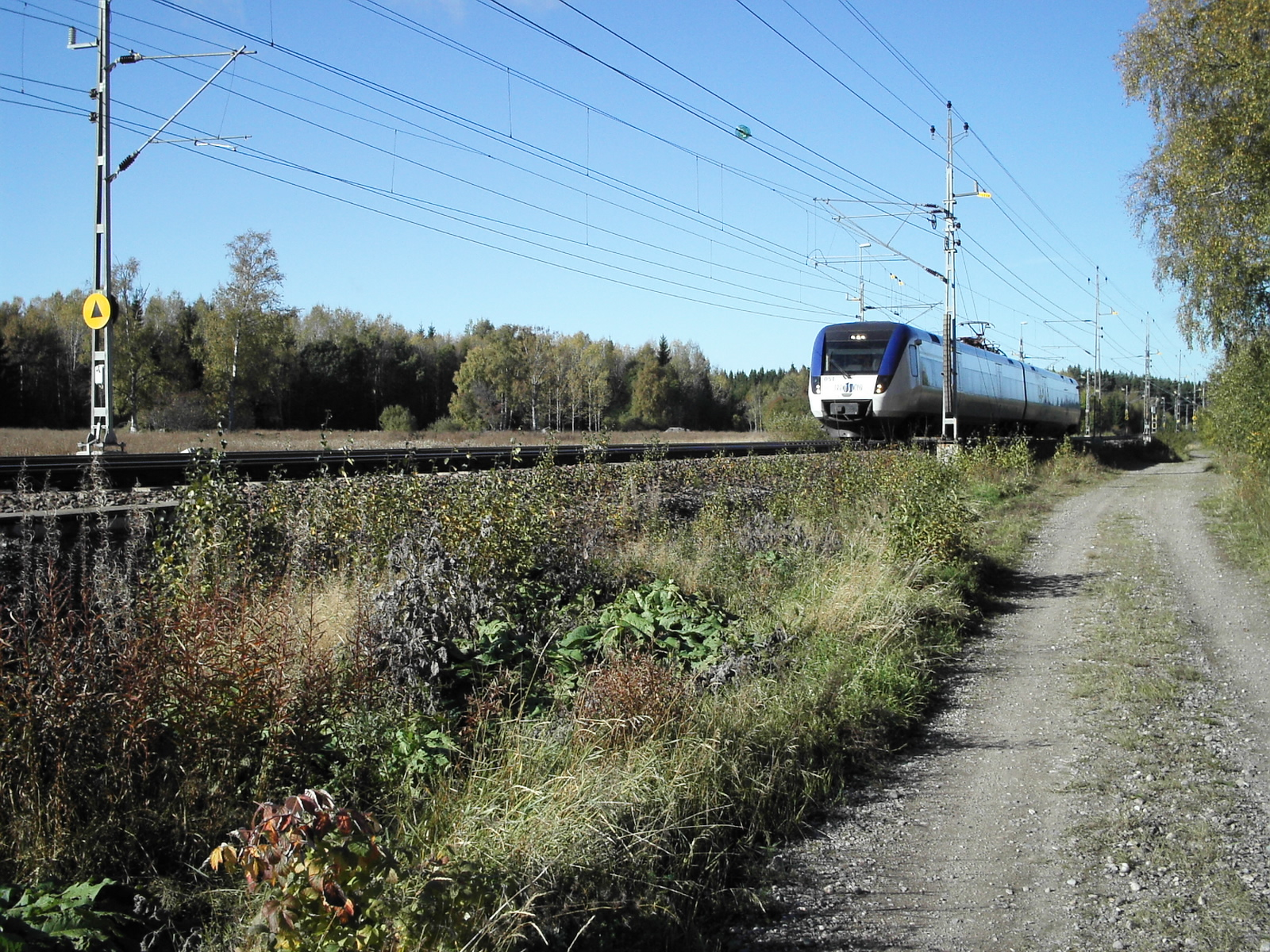
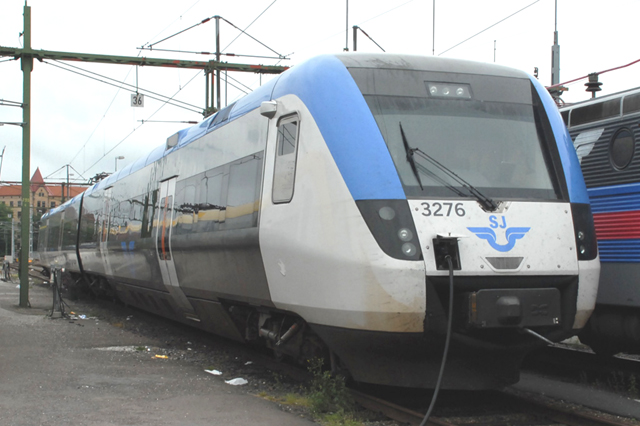
aangesloten aan externe stroombron

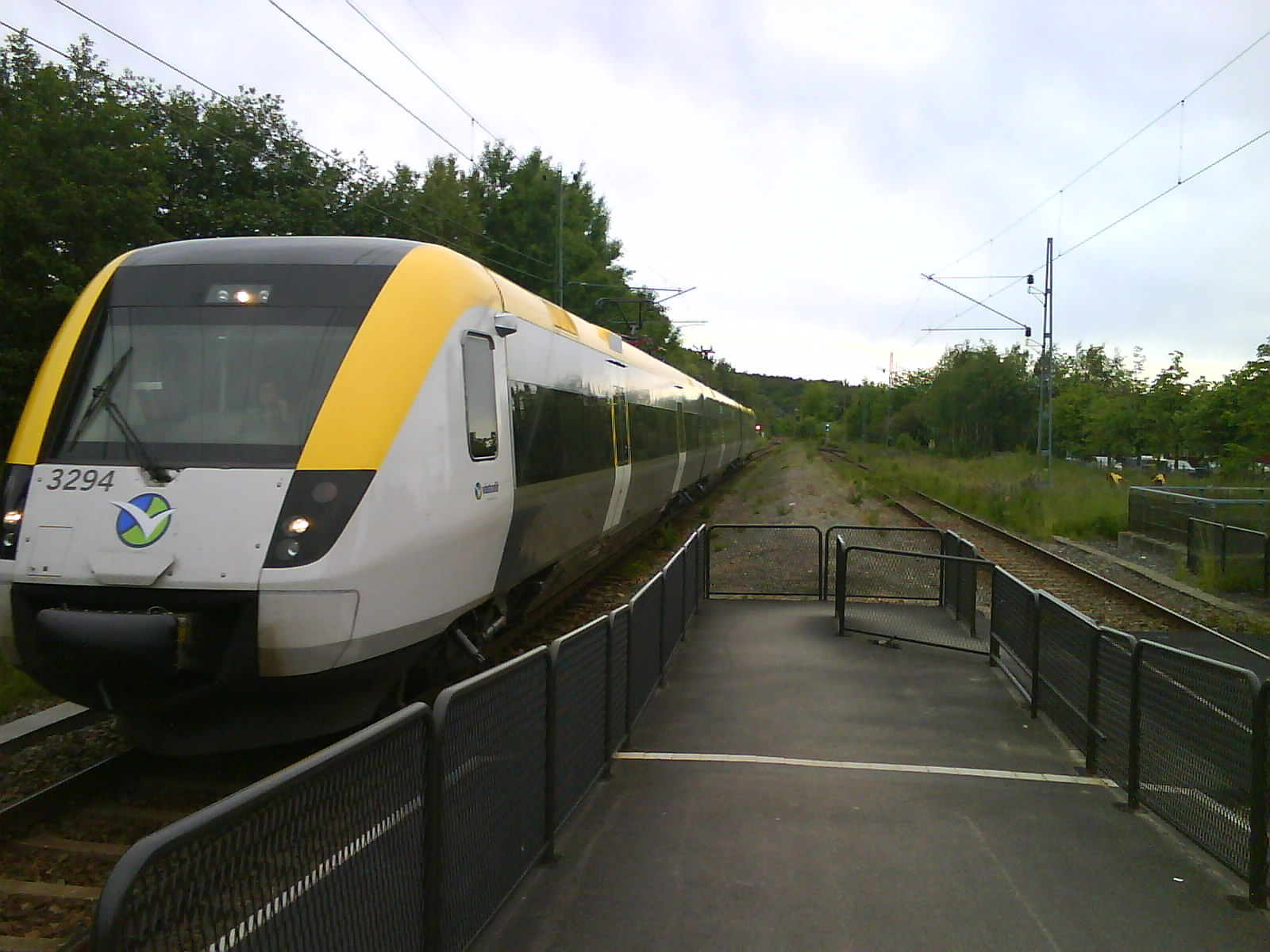